# Olivier Karekezi
Fils Olivier Karekezi (Kigali, 25 maggio 1983) è un ex calciatore ruandese, di ruolo attaccante.

## Palmarès

### Club

#### Competizioni nazionali
- Primus National Football League: 3

APR: 2003, 2011, 2012
- Svenska Cupen: 1

Helsingborg: 2006

#### Competizioni internazionali
- Coppa Kagame Inter-Club: 1

APR: 2004

### Individuale
- Capocannoniere della Coppa delle Coppe d'Africa: 1

2003 (5 reti)